# Prüzener See
Der Prüzener See (auch Mühlengeezer See) ist ein See im Gemeindegebiet von Gülzow-Prüzen im Landkreis Rostock in Mecklenburg-Vorpommern.
Das Gewässer hat eine Größe von 31,9 Hektar und eine Ausdehnung von 1540 Metern von Südwest nach Nordost. Die Breite beträgt maximal 245 Meter. Der Wasserspiegel liegt 7,8 m ü. NHN. Parallel zum Prüzener See schließt sich im Süden das Becken des Karcheezer Sees an, zu dem eine schmale Verbindung besteht. Von Osten fließt dem Prüzener See die Hanenbeek zu. Nach Norden entwässert ein Graben über das Feuchtgebiet Gülzower Bruch zur Nebel, die das Wasser weiter über die Warnow in Richtung Ostsee abführt.
Am Nordufer des Sees liegen der Gülzow-Prüzener Ortsteil Mühlengeez und die Bundesstraße 104, am Ostufer der Ortsteil Karcheez. Der namensgebende Ort Prüzen befindet sich 900 Meter südwestlich. Das Seebecken ist von einem Baumgürtel umgeben, an den sich im Norden und Westen Ackerflächen und Wiesen anschließen. Die Landzunge zum Karcheezer See ist größtenteils bewaldet.
Nach dem Trophiesystem ist das Gewässer eutroph eingestuft.